# Kanton Hédé
Kanton Hédé (francouzsky Canton de Hédé) je francouzský kanton v departementu Ille-et-Vilaine v regionu Bretaň. Tvoří ho 10 obcí.

## Obce kantonu
- Dingé
- Guipel
- Hédé
- Langouët
- Lanrigan
- La Mézière
- Québriac
- Saint-Gondran
- Vignoc